# Przemysław Frankowski
Przemysław Frankowski, född 12 april 1995, är en polsk fotbollsspelare som spelar för Lens.

## Klubbkarriär
Den 22 januari 2019 värvades Frankowski av Chicago Fire. Den 5 augusti 2021 värvades Frankowski av franska Lens, där han skrev på ett femårskontrakt.

## Landslagskarriär
Frankowski debuterade för Polens landslag den 23 mars 2018 i en 1–0-förlust mot Nigeria.